# Patrick Wegener
Patrick Wegener (* 28. August 1994 in Öhringen) ist ein deutscher Kommunalpolitiker (SPD) und designierter Oberbürgermeister der Großen Kreisstadt Öhringen.

## Leben
Wegener besuchte das Hohenlohe-Gymnasium in seiner Geburtsstadt Öhringen, das er 2013 mit dem Abitur abschloss. Während seiner Schulzeit war er dort u. a. als Klassen- und Schulsprecher aktiv. Anschließend studierte Wegener Politikwissenschaften und Südosteuropastudien an der Friedrich-Schiller-Universität Jena und der Universität Zagreb sowie den Master Europäisches Verwaltungsmanagement an den Hochschulen Kehl und Ludwigsburg, den er im Jahr 2019 abschloss. Von 2019 bis 2021 arbeitete er im Wahlkreisbüro des Bundestagsabgeordneten Josip Juratovic, ehe er im Mai 2021 die Leitung des Europabüros der baden-württembergischen Kommunen in Brüssel übernahm. Seit Oktober 2021 doziert Wegener als Lehrbeauftragter an der Hochschule für öffentliche Verwaltung und Finanzen Ludwigsburg.
Wegener ist römisch-katholisch und verheiratet. In Öhringen ist er in gemeinnützigen Vereinen aktiv, unter anderem als Vorstand des AWO-Ortsverbands.

## Politik
Bereits im Alter von 16 Jahren trat Wegener der SPD bei. Seit 2014 gehört er dem Gemeinderat der Stadt Öhringen an, seit 2021 als Fraktionsvorsitzender der SPD. Seit 2024 ist er Sprecher der SPD-Fraktion im Kreistag des Hohenlohekreises. Bei der Landtagswahl in Baden-Württemberg 2021 kandidierte er erfolglos im Wahlkreis Hohenlohe.
Bei der Wahl zum Oberbürgermeister der Großen Kreisstadt Öhringen am 13. Juli 2025 setzte sich Wegener im ersten Wahlgang mit 66,9 Prozent gegen Amtsinhaber Thilo Michler durch. Er tritt das Amt am 1. Oktober 2025 an.